# Friedrich Trautwein

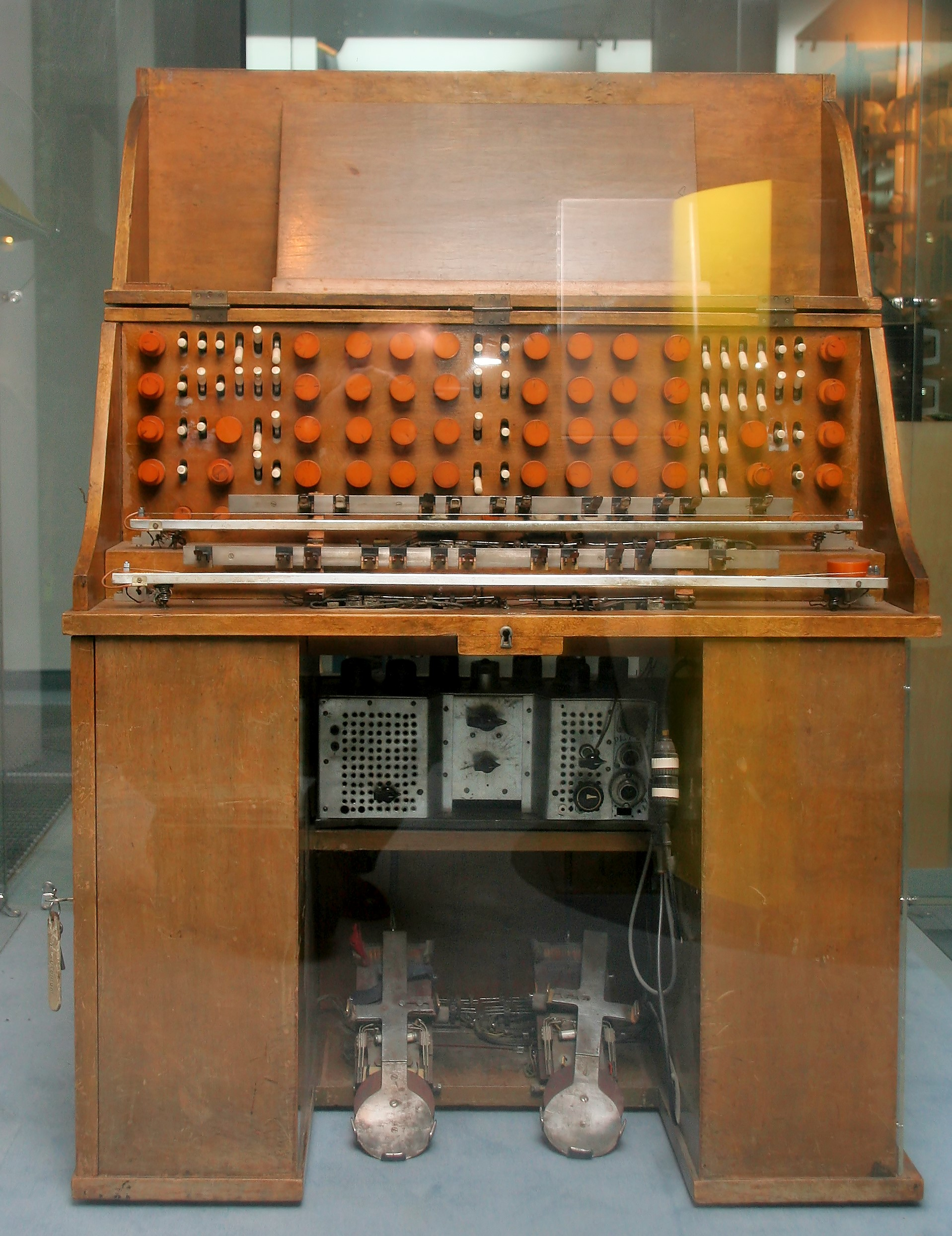
Mixtur-Trautonium

Friedrich Trautwein (* 11. August 1888 in Würzburg; † 20. Dezember 1956 in Düsseldorf) war ein deutscher Ingenieur. Trautwein entwickelte das Trautonium und gilt damit als Pionier der elektronischen Musik in Deutschland.

## Leben
Schon als Kind lernte Friedrich Trautwein das Orgelspiel in der Kirche. Er studierte an der Technischen Hochschule Karlsruhe Elektrotechnik, später in Berlin Jura und Physik und an der Universität Heidelberg. In Karlsruhe wurde er 1906 Mitglied der Burschenschaft Teutonia.
1911 legte er die Referendar-Prüfung für den höheren Postdienst ab. Im Ersten Weltkrieg war er Leutnant und führte einen berittenen Funktrupp. Nach der Assessor-Prüfung 1919 studierte er Physik in Heidelberg und Karlsruhe und promovierte dort zum Doktoringenieur. Im Jahr darauf nahm er eine Stelle als Postrat am Telegraphentechnischen Reichsamt an. In dieser Funktion war er an der Errichtung des ersten deutschen Rundfunksenders beteiligt, der seinen Sitz im Vox-Haus in Berlin hatte. Zur gleichen Zeit befasste er sich mit der elektrischen Klangerzeugung. Sein erstes Patent dazu erhielt er 1922 (DE 462980).
Im Jahre 1929 nahm er eine Dozentur an der Akademie der Künste in Berlin an, in deren Rahmen die Entwicklung des nach ihm benannten Trautoniums begann. Dieses wurde 1930 fertiggestellt. Mit der Weiterentwicklung des Instrumentes war er bis circa 1933 verbunden, später arbeitete sein Schüler und Mitarbeiter, der bis 1935 in Berlin zum Komponisten und bei Trautwein von 1931 bis 1936 in Physik ausgebildete Oskar Sala, selbständig daran weiter. 1933 wurde er Mitglied der NSDAP (Mitgliedsnummer 1.774.684), später der SA.
1949 arbeitete Trautwein in Düsseldorf an der Bild- und Klangakademie BIKLA, die aber sehr bald ihren Betrieb einstellte. Trautwein ging mit seinen Schülern als Abteilung „Tonmeisterausbildung“ zum Düsseldorfer Konservatorium (heute Robert Schumann Hochschule Düsseldorf) und bildete damit die Grundlage einer bis heute bestehenden Studienausbildung Ton- und Bildtechnik. 1952 folgte in Köln die Entwicklung eines weiteren Musikinstrumentes, des elektronischen Monochords, das eine Weiterentwicklung des Trautoniums darstellte und dynamische Variationen der Klanghüllkurvenform erlaubte.